# Rouxeville
Rouxeville är en tidigare kommun i departementet Manche i regionen Normandie i norra Frankrike. Kommunen ligger i kantonen Torigni-sur-Vire som tillhör arrondissementet Saint-Lô. År 2018 hade Rouxeville 381 invånare.
Kommunen bildade tillsammans med fyra andra kommuner en ny kommun, Saint-Jean-d'Elle, den 1 januari 2016.

## Befolkningsutveckling
Antalet invånare i kommunen Rouxeville
| Referens: INSEE |